# La Chapelle-Montabourlet
La Chapelle-Montabourlet è un comune francese di 69 abitanti situato nel dipartimento della Dordogna nella regione della Nuova Aquitania.

## Società

### Evoluzione demografica
Abitanti censiti